# Pansy Division
Pansy Division és una banda de pop punk i queercore estatunidenca formada a San Francisco l'any 1991 pel cantautor Jon Ginoli i el baixista Chris Freeman.
Concebut com el primer grup de rock obertament gai amb músics predominantment gais, la música de Pansy Division és una barreja de pop punk i power pop que centra les seves lletres en qüestions LGBT, el sexe i les relacions, sovint presentades amb humor. El 1993, la banda va signar amb el segell discogràfic Lookout Records i va fer-se coneguda en realitzar una gira internacional amb Green Day l'any 1994, convertint-se en el grup de més èxit del moviment queercore que va començar als anys 1980.
Pansy Division ha publicat set àlbums d'estudi i tres recopilacions de cares B, entre altres enregistraments. El 2008, la banda va ser el tema de la pel·lícula documental titulada Pansy Division: life in a gay rock band.

## Història
Frustrat per la manca de músics de rock obertament gai, Jon Ginoli va començar a tocar en solitari amb el sobrenom de Pansy Division, un joc de paraules entre la Divisió Panzer i la paraula pansy («marieta»). Poc després, el 1991, Ginoli va publicar un anunci al San Francisco Weekly cercant «músics gais a l'estil Ramones, Buzzcocks i els primers Beatles». L'anunci va cridar l'atenció de Chris Freeman, que es va incorporar com a baixista. Ginoli i Freeman van reclutar llavors el bateria Jay Paget, formant la primera banda de rock gai amb el propòsit de desafiar l'estereotip que els homes homosexuals preferien les dives del pop a la música punk rock.

### Lookout! (1993-2000)
El 1993, després d'una extensa gira per Califòrnia, diversos senzills i aparicions en compilacions, Pansy Division va signar amb Lookout Records i va publicar el seu primer àlbum, Undressed.
L'any 1994, amb el llançament del seu segon àlbum Deflowered i una aparició al recopilatori del segell discogràfic Outpunk, Outpunk Dance Party, la banda va convertir-se en un dels artistes més prolífics i coneguts sorgits del moviment queercore incipient. En plena onada d'explosió del pop punk, Pansy Division va incorporar-se a la gira de Green Day de l'àlbum Dookie (1994), tenint l'oportunitat de presentar el grup i el moviment queercore a un públic més gran. Durant el concert de la gira a Nova York, la banda va cridar l'atenció del locutor de ràdio Howard Stern, que els va conèixer entre bastidors.
A Lookout Records el grup va continuar publicant un àlbum a l'any: Pile Up el 1995 (destacant per les versions de Ned Sublette i de «Smells Like Teen Spirit» de Nirvana, Wish I'd Taken Pictures el 1996 (amb el senzill «I Really Wanted You», el qual va aparèixer a l'MTV), i la recopilació de cares B More Lovin' From Our Oven el 1997.
Durant aquest temps, Pansy Division va actuar principalment com a trio, amb Freeman i Ginoli essent els únics membres permanents enmig d'una gran rotació de bateries, tant homosexuals com heterosexuals. El 1996, la banda finalment va trobar un bateria gai permanent, Luis Illades, i es va convertir en un quartet el 1997 amb la incorporació del guitarrista Patrick Goodwin.
El 1998 va publicar l'àlbum d'estudi Absurd Pop Song Romance, amb lletres menys humorístiques i més introspectives i un so rock alternatiu més fosc amb dues guitarres. Més endavant, Pansy Division va telonejar Rancid en la seva gira Life Won't Wait de 1998.

### Alternative Tentacles (2001-present)
L'any 2001, Pansy Division va signar amb la discogràfica Alternative Tentacles i va publicar Total Entertainment el 2003, un disc que la banda va descriure com «un punt de trobada entre l'humor alegre dels seus primers treballs i el rock introspectiu del seu disc anterior». Goodwin va deixar la banda l'any següent, essent substituït temporalment per Bernard Yin i després per, Joel Reader, antic membre de Mr. T Experience.
L'any 2006, Alternative Tentacles va publicar The Essential Pansy Division, un recopilatori que inclou trenta temes escollits per Ginoli i un DVD amb diversos videoclips. Després de Total Entertainment Pansy Division, l'activitat del grup va disminuir a mesura que la majoria dels membres es van traslladar a diferents parts del país. La banda va continuar actuant esporàdicament, generalment en festivals de l'orgull gai o concerts locals a San Francisco.
El 2009 es va presentar el seu setè àlbum d'estudi, titulat That's So Gay, un DVD en directe, una altra gira nacional, les memòries de Jon Ginoli, i una biografia de la banda titulada Deflowered: My Life in Pansy Division. Després d'una pausa de set anys, Pansy Division va tornar el 2016 amb l'àlbum Quite Contrary.

## Discografia
Àlbums d'estudi
- Undressed (1993)
- Deflowered (1994)
- Wish I'd Taken Pictures (1996)
- Absurd Pop Song Romance (1998)
- Total Entertainment! (2003)
- That's So Gay (2009)
- Quite Contrary (2016)